# Fania All-Stars
Fania All-Stars es una agrupación de salsa y música caribeña, reconocida por su fusión con otros géneros como el rock, jazz, mambo, soul y reggae. Fundada en 1968 en Nueva York, Estados Unidos, reúne a los artistas más destacados del sello Fania Records y ha contado con la participación de músicos invitados de diversos estilos.
La historia del grupo está estrechamente ligada a la internacionalización de la salsa como concepto comercial para la música latina, siendo considerada una de las formaciones más influyentes del género. Entre sus hitos se encuentra haber sido la primera orquesta latina-tropical en actuar en África, durante el festival Zaire 74 —evento musical paralelo a la histórica pelea de boxeo entre Muhammad Ali y George Foreman, organizada por Don King—, así como su participación en el concierto inaugural del Coliseo Roberto Clemente en San Juan, Puerto Rico en 1973.
El director artístico y musical fue el dominicano Johnny Pacheco, fundador junto con Jerry Masucci de Fania Records. Pacheco y Masucci crearon el proyecto como respuesta al grupo Alegre All Stars, reuniendo a destacados músicos del catálogo de Fania para ofrecer presentaciones conjuntas de alto impacto.
Por sus filas han pasado figuras como Larry Harlow, Richie Ray, Papo Lucca, Mongo Santamaría, Yomo Toro, Bobby Valentín, Ray Barretto, Roberto Roena, Louie Ramírez y vocalistas como Celia Cruz —única mujer integrante oficial—, Héctor Lavoe, Willie Colón, Rubén Blades, Cheo Feliciano, Ismael Miranda, Ismael Rivera, Ismael Quintana, Santos Colón, Adalberto Santiago y Pete "El Conde" Rodríguez. También han colaborado artistas de renombre como Manu Dibango, Jorge Santana (hermano de Carlos Santana), Eric Gale y Bobby Cruz, entre muchos otros.

## Historia

### Creación deFania All-Starsy primeros shows
Live at the Red Garter
Desde 1966 el sello Fania Records experimentó una gran acogida por parte del público, por lo que en diciembre de 1967, Jack Hooke y Ralph Mercado le propusieron a Jerry Masucci y a Johnny Pacheco propietarios de este sello, presentar en exhibición a todos sus artistas, que ahora incluía a los líderes de orquesta ya establecidos como Ray Barretto y al copropietario de Fania, Johnny Pacheco, junto con la nueva generación de músicos directores: Willie Colón, Larry Harlow, Monguito, Joe Bataan, Louie Ramírez, Ralph Roblés y Bobby Valentín. La idea era grabar una sesión en vivo, que serviría como una vitrina para el sello, utilizando el formato all-stars (“todas las estrellas”), que ya había probado ser popular en los sellos Tico Records y Alegre Records, competidores directos de Fania Records.
En 1968, Masucci y el DJ de música latina y jazz, Symphony Sid, hablaron con el promotor del Red Garter Club, Jack Hooke, con el fin de hacer una serie de presentaciones nocturnas con los músicos de Fania, pero para ampliar la expectativa entre el público asistente a los conciertos y grabaciones, se agregaría al programa un grupo de artistas invitados que incluyó a Tito Puente, Eddie Palmieri, Richie Ray, Bobby Cruz y Jimmy Sabater, miembro del Sexteto de Joe Cuba. A los artistas invitados se les sumó los representantes del sellos Fania, Johnny Pacheco, Ray Barretto, Pepe Luis, Larry Harlow, Willie Colón, Joe Bataan, Monguito (Ramón Quian), Bobby Quesada, Louie Ramírez, Ralph Robles y Bobby Valentín incluyendo a los vocalistas Ismael Miranda, Alfredo Pantoja (Cantante Mexicano), Pete “El Conde” Rodríguez, Héctor Lavoe, Adalberto Santiago, La La y Ismael Quintana,  además de Bobby Rodríguez, Orestes Vilató, Ray Maldonado, Ralph Marzan, Joe Rodríguez y Barry Rogers.
El primer concierto de la Fania All Stars se dio en el Red Garter Club en Greenwich Village, editado en dos volúmenes: Live at the Red Garter, Vol. 1 en 1968 y Live at the Red Garter, Vol. 2 en 1969. La mayoría de los temas, tenían letras reducidas a coros donde cada instrumentista desarrollaba sus habilidades y los cantantes sus soneos. Además, hubo varios temas cantados en inglés. A pesar de su carácter experimental, el álbum retrata la espontaneidad y virtuosismo de unos músicos que en aquel momento apenas comenzaban a labrarse un camino artístico. Esta presentación, que tuvo como director de orquesta a Johnny Pacheco, fue un intento de sondear la proyección de los ritmos latinos y tuvo un carácter meramente promocional.

"En diciembre de 1967, estaba de vacaciones en Acapulco. Me fui a pescar, y al volver recibí una llamada telefónica desde Nueva York de los promotores Jack Hooke y Ralph Mercado del Cheetah. En esa época, presentaban conciertos en el Red Garter los lunes en la noche, y estaban interesados en juntar a la Fania All Stars para formar una descarga junto a los artistas invitados Tito Puente y Eddie Palmieri de "Tico Records" y Richie Ray & Bobby Cruz de "Alegre Records". Me pareció una buena idea, y cuando volví contacté a Johnny Pacheco. Preparamos el material del concierto y llenamos la sala con 800 personas. También lanzamos dos grabaciones de la Fania All Stars: Live At The Red Garter Vols. 1 & 2 (1968 y 1969). Sin embargo, las ventas de estos discos no fueron nada espectaculares".
Jerry Masucci explica como se inició la Fania All Stars.

### 1971-1976: Conciertos multitudinarios y consagración
Live at the Cheetah
Tuvieron que pasar tres años para que los artistas del sello Fania Records se vuelvan a reunir. El 26 de agosto de 1971, la Fania All-Stars reestructurada y con artistas de su propio sello, se presentó en el Club Nocturno Cheetah ubicado en la esquina sudoeste de la calle 52 y la avenida 8, este club que Ralph Mercado ayudaba a administrar en los años 60 presentó a artistas de rock y R&B como Jimmy Hendrix, James Brown y Aretha Franklin.
Los productores del evento fueron Jerry Masucci y Ralph Mercado, y con Johnny Pacheco como el director musical de la agrupación, se lanzó el concierto que los lanzaría a la fama. La contratación de una mayor cantidad de figuras y cantantes, produjo un trascendental acontecimiento que revolucionó la industria de la salsa como género musical, con la presentación del concierto denominado Fania All Stars at the Cheetah que fue grabado y filmado en vivo, del cual se hicieron dos álbumes: Live at the Cheetah, Vol. 1 publicado un año después de su grabación, en 1972 y Live at the Cheetah, Vol. 2 lanzado en 1974, en su momento fueron los más vendidos.

"…se me ocurrió la idea de hacer una película. En 1971 estaba listo para comenzar la producción del segundo concierto de la Fania All Stars, que sería grabado y filmado en vivo. Originalmente quería realizarlo en el Fillmore East, para atraer a los amantes del rock y los afroamericanos. No pudimos conseguir el Fillmore y contactamos a los promotores de varios lugares, pero nos rechazaron aludiendo que un concierto de la Fania All Stars no atraería suficiente público. Llamé a Ralph Mercado que pensó que la cosa funcionaría pero no quería cerrar un trato. Su propuesta era que le diera el concierto gratuitamente, que grabara el disco y filmara la película, dejándole a él la promoción y la ganancia de las entradas. Como no había otros interesados, acepté su propuesta. El concierto se realizó un jueves a la noche el 26 de agosto de 1971. El Cheetah tenía una capacidad de 2.000 personas, pero nadie pensó que lo llenaríamos. La noche del concierto, 4.000 personas entraron en el Cheetah, y la fila para entrar se extendió alrededor de la esquina".
Jerry Masucci habla sobre el concierto Live at the Cheetah.

Del concierto Fania All Stars at the Cheetah se editaron parte de las imágenes de la película "Our Latin Thig" y un álbum doble donde destacan los temas: «Anacaona» cantada por Cheo Feliciano, «Ahora Vengo Yo» con Richie Ray ejecutando un solo de piano y «Quítate Tú» que constituyó el clímax del concierto en sus más de 16 minutos de duración donde todos los cantantes se retan entre sí con sabrosas inspiraciones. Este disco se convirtió en uno de los discos latinos de mayores ventas grabados en concierto por un solo grupo.
Live at the Yankee Stadium
En 1973, la Fania All Stars parecía imparable. Para el 24 de agosto de ese año y pese a las advertencias de algunos escépticos, Masucci se animó a alquilar el masivo Yankee Stadium de Nueva York para un concierto de salsa que se llevó a cabo en mitad de la temporada regular de béisbol, así que el campo no podía ser utilizado más que para poner una enorme tarima entre primera y tercera base. Los participantes de este concierto fueron algunos grupos de rock latino, La Típica 73, El Gran Combo de Puerto Rico, Mongo Santamaría y La Fania All Stars como cierre de tal concierto.

"La gente pensó que estábamos locos… pero igual pagué $280.000 en efectivo para alquilar el estadio por una noche".
Jerry Masucci habla sobre el concierto en el Yankee Stadium.

Jerry Masucci alquiló el Yankee Stadium por una noche pagando la suma de $280 000. Aparte de eso, los hermanos Masucci (Jerry y Alex) pagaron $50 000 por el campo y $50 000 como depósito, garantizando con su propio dinero que el público no dañaría el césped del Yankee Stadium.
Antes del evento, Masucci predijo ambiciosamente que: "este concierto revolucionará el negocio de la música como lo hicieron Los Beatles a comienzos de los 60 y Woodstock en 1969". El riesgo valió la pena, porque el evento atrajo a unas 45 000 personas, aunque algunas fuentes indican que el concierto solo atrajo a 40 000 asistentes. Lo cierto es que la Fania All Stars demostró que se había convertido en la primera banda latina capaz de llenar un estadio.
Para ese tiempo, la interna de la Fania no era buena ya que Barreto amenazaba con abandonar la agrupación, al negarse a compartir tarima con Orestes Vilató, miembro estelar de la Fania All Stars y uno de los responsables de que cinco de los músicos más importantes en su orquesta pasaran a formar parte de la Típica 73. Tras esto, Pacheco y Masucci se vieron forzados a retirar del grupo a Orestes Vilató trayendo en su lugar a Nicky Marrero. En solidaridad con Orestes, Adalberto Santiago decide abandonar la Fania a pesar de contar con el visto bueno de Barreto, Pacheco y Masucci para seguir en la orquesta a pesar de no ser solista. Ante esto, la Fania coloca a Ismael Quintana, excantante de Eddie Palmieri que iniciaba como solista, así como a Mongo Santamaría que estuvo en calidad de invitado.
Además de Nicky Marrero, Ray Barreto, Ismael Quintana y Mongo Santamaría, el resto del elenco de esa noche fue compuesto por: Willie Colón, Larry Harlow, Roberto Roena, Pepe Luis, Richie Ray y Bobby Valentín, los cantantes Cheo Feliciano, Bobby Cruz, Justo Betancourt, Héctor Lavoe, Ismael Miranda, Ingrid Quintero Ruiz, Santitos Colón y Pete "El Conde" Rodríguez, Yomo Toro en el cuatro, los trompetistas Roberto Rodríguez, Ray Maldonado y Víctor Paz y los trombonistas Barry Rogers y Lewis Kahn.
Esa noche, las estrellas de Fania tocarían dos sets de música: uno de salsa y otro donde Masucci pretendía demostrar que sus estrellas podían incursionar en la música soul afroamericana. El primer set se dio y se cantaron los temas: «Mi Debilidad», «Échate Pa'lla», «Hermandad Fania», «Pueblo Latino» y «El Ratón». El segundo nunca se llegó a completar, ya que tras el feroz duelo de congas entre Ray Barreto y Mongo Santamaría en el tema «Congo Bongo», el público volcó las vallas de seguridad, forzando el fin del concierto. El público se fue directo al escenario, se robaron el piano, los timbales y otros instrumentos. Los hombres de seguridad se llevaron a Jerry Masucci cargado.

"Johnny dirigía la banda, estaban tocando «Congo Bongo», Mongo tocaba, Barreto tocaba, los tambores sonaban y me quedo mirando y me pregunto: ¿que demonios es eso?, parecía una cascada, algo bajaba desde el palco y luego me di cuenta: es gente, esta gente se está pasando hacia el campo y corren hacia el escenario y Johnny no la ve, la banda no la ve y todo lo que se me ocurre pensar es en los $50.000 que vamos a perder... trato de detener el espectáculo, el tipo que decía: Corten!, corten!, era yo. Se fueron directo al escenario, se robaron el piano, se robaron los timbales, los de seguridad levantaron a Jerry y lo sacaron cargando, era casi un disturbio, me deprimí mucho. Tomé el dinero y me fui a casa. Jerry me dijo: ¿que vas a hacer? y yo le dije: me voy a casa, me llevaré el dinero ... tomé las maletas con el dinero y me fui a casa".
Alex Masucci habla sobre el concierto en el Yankee Stadium.

Este concierto dio origen a los álbumes: Latin-Soul-Rock, Live At Yankee Stadium Vol. I y Live At Yankee Stadium Vol. II publicados recién en 1974, 1975 y 1976 respectivamente. A pesar del título, algunos de los temas que aparecen en Live at Yankee Stadium Vol. I y II provienen del concierto en el Coliseo Roberto Clemente de 1973 que resultó tener mejor calidad sonora que el concierto dado en Nueva York, siendo «Pueblo Latino», «Mi Debilidad», «Hermandad Fania» y «Echate Pa'lla» las únicas grabaciones originales del concierto en el Yankee Stadium.
Los temas que se cantaron en el Yankee Stadium fueron: «Mi Debilidad», «Échate Pa'lla», «Hermandad Fania», «Pueblo Latino», «El Ratón» y «Congo Bongo».
San Juan 73 y Latin-Soul-Rock
Después del concierto en el Yankee Stadium, las estrellas de Fania trasladaron su música a Puerto Rico, para que puedan tocar por primera vez en Puerto Rico, uno de los países que han contribuido al surgimiento de la salsa como movimiento sociocultural y el verdadero hogar de muchos de sus músicos. Se presentaron el 17 de noviembre de 1973 en el concierto de inauguración del Coliseo Roberto Clemente en San Juan, Puerto Rico. Al lugar asistieron aproximadamente 11 000 personas, a pesar de que el coliseo solo tenía capacidad para 10 000 y además 2000 se quedaron afuera. El espectáculo contó por primera vez, con las actuaciones en solitario de los artistas vocales de la Fania y el debut de Celia Cruz. Los cantantes, además de Celia Cruz que interpretó los temas «Diosa del ritmo» y «Bemba Colora», fueron Héctor Lavoe quien cantó su primer éxito en solitario, «Mi Gente», Justo Betancourt, Bobby Cruz, Ismael Miranda cantó el tema «Que Rico Suena Mi Tambor», Ismael Quintana interpretó «Mi Debilidad», Pete "El Conde" Rodríguez hizo lo propio con el tema «Pueblo Latino», Santos Colón cantando «Soy Guajiro» y Cheo Feliciano que interpretó «El Ratón» y el tema «Congo Bongó» al lado de Lavoe, todos ellos se reunieron en el escenario para brindar una interpretación inolvidable. Además de la Fania se presentó Roberto Roena y su Apollo Sound, así como Manu Dibango y Mongo Santamaría. Para esos años la Fania salió de gira por Venezuela, República Dominicana, Panamá y México.
Este concierto sería publicado en 1974 pero no salió porque Masucci creyó que no sería muy comercial, pues de alguna manera, el proyecto de hacer una película y álbumes de la presentación en el Yankee Stadium estaba vigente y resultaba más apetecible.
El espectáculo San Juan 73 fue un éxito fenomenal, y el concierto fue todavía mejor que el de Nueva York (Yankee Stadium). Ambos conciertos fueron grabados, pero el del Yankee Stadium fue filmado como la parte principal de la próxima película que Masucci estaba preparando. Es por eso que el título de los discos publicado en 1975 y 1976 se llamó Live At The Yankee Stadium Vol. I y II. Esta grabación recién se publicó en el año 2009 bajo el nombre San Juan 73 aunque solo con nueve de los veinte temas que se tocaron esa noche, algunas de las otras canciones aparecen en los álbumes Live At The Yankee Stadium Vol. I y II.
De estos conciertos (Live At Yankee Stadium y San Juan 73) surge, además de Live At Yankee Stadium Vol. I y II, Latin-Soul-Rock y la película "Salsa" con su respectiva banda sonora, que como producto cinematográfico no fue un dechado de virtudes, pero que sirvió para dar cobertura al fenómeno de la música salsa y promocionar los artistas que formaban parte del sello Fania Records. 
En 1974 se publica Latin-Soul-Rock donde se incluyen las canciones grabadas en el Yankee Stadium, «El Ratón» cantada por Cheo Feliciano, con la participación de Jorge Santana en la guitarra y «Congo Bongo», tema que dio fin a dicho concierto; ambos temas no se incluyeron en el álbum del Yankee Stadium. Para este álbum también se incluyó el tema «Soul Makossa» del show en San Juan, una versión del éxito de 1972 del saxofonista camerunés Manu Dibango. La cara “A” de este álbum contiene los cinco temas que debían haber sido grabados en el concierto del Yankee Stadium pero que, por la avalancha de público que se tiró hacia el terreno de juego, hubo de suspenderse. Estos temas, se grabaron posteriormente en Good Vibration Sound Studios con el baterista Billy Coham y el guitarrista Jan Hammer, como invitados especiales. Esta parte del disco presentó un estilo musical más orientado al jazz y el rock, que buscaba captar al público anglosajón, esto luego de que la Fania All Stars captó el interés del público americano.
Zaire 74 y Live in Japan
En 1974, durante el apogeo de la explosión salsera en Nueva York, la Fania All Stars fue invitada a presentarse delante de 80 000 personas en el Estadio Statu Hai (ahora llamado Estadio Tata Raphaël) de Kinshasa como parte del evento "Zaire 74" realizado desde el 22 al 24 de septiembre de ese año. 
Este evento (Zaire 74), presentó la famosa pelea de boxeo entre Muhammad Ali y George Foreman realizada el 30 de octubre en donde asistieron más de 50 000 personas. Pero además de promover la lucha Ali-Foreman (organizada por Don King), el evento "Zaire 74" estaba destinado a presentar y promover la solidaridad racial y cultural entre la gente por lo que 31 grupos de actuación (17 de Zaire y 14 del extranjero) se presentaron en un festival musical hecho con un mes de anticipación, destacando la participación de artistas del género R&B y soul como James Brown, Bill Withers, BB King, y Las Hilanderas, además de la Fania que fue la primera orquesta tropical en pisar suelo africano.
Entre las proezas del evento, estuvieron las actuaciones solistas de los cantantes de Fania, y el increíble récord de asistencia de 80 000 personas. Este concierto dio origen a la película “Fania All Stars Live In África”.
Live In Japan, grabación en vivo publicada en 1976, y la banda sonora de la película “Salsa” fueron otros álbumes que el sello Fania lanzó al mercado. Sin embargo, la fórmula que había funcionado bien, comenzó a declinar por lo repetitivo de la propuesta, por lo que, estos álbumes acusaron bajas ventas y escasa repercusión.

### 1976-1980: Primeros álbumes de estudio y reconocimiento mundial
Éxito mundial de la Fania All Stars
La poca popularidad que causaron los álbumes Live in Japan 1976, y Salsa, llevaron a Jerry Masucci y Johnny Pacheco, gerentes de la disquera a crear el primer trabajo de estudio de Fania All-Stars, desde su creación, 9 años atrás.
Para 1976, luego de haber dado presentaciones en un número importante de países y publicado varios discos en vivo, la Fania All Stars lanza su primer álbum de estudio Tribute to Tito Rodríguez, en donde la orquesta le realiza un homenaje a Tito Rodríguez, que llevaba tres años de fallecido. En este álbum, Rubén Blades hizo su debut artístico dentro de la agrupación, con el tema «Los muchachos de Belén»; donde aún se observa en el timbre de su voz y estilo un parecido al de Cheo Feliciano, artista al cual sigue admirando. De este disco también destacan los temas: «Cuando, Cuando, Cuando» cantado por Héctor Lavoe y «Vuela la Paloma».
Para ese entonces, Fania All Stars decide exportar su sonido a Europa y como parte de los ambiciosos planes de Jerry Masucci, firma un contrato con el sello Columbia, parte de la familia CBS (ahora Sony) con miras a penetrar el codiciado mercado anglosajón. La intención fue: fusionar géneros musicales norteamericanos con el sonido latino, logrando álbumes de estudio que serían distribuidos por ambas compañías.
Para este propósito Fania All Stars se redujo a un sexteto: Johnny Pacheco como líder, güiro, flauta y director, sección percusiva con Barreto, Roena y Marrero, Bobby Valentín en el bajo y Papo Lucca al frente de los teclados. Los Fania Six grabarían las bases rítmicas, mientras que músicos invitados se encargarían de introducir nuevas ideas ligadas al mundo del rock y el jazz.
El primer álbum grabado bajo estos parámetros fue el poco memorable Delicate & Jumpy (1976), distribuido por Columbia Records en los Estados Unidos. e Island Records en el Reino Unido. La grabación de este disco sirvió para que la Fania All Stars realizara su única presentación en el Reino Unido con un concierto, que fue completamente vendido, en el Lyceum Ballroom de Londres, con Steve Winwood como invitado especial. Sin embargo, desde el punto de vista de los latinos, fue considerado como un álbum que no se ajustaba a la estética tradicional de la orquesta, al punto que, Roberto Roena músico de la banda que gustaba de las descargas instrumentales y las improvisaciones de los cantantes calificó este álbum como: “Música para ascensores”.
En 1977 se edita el tercer álbum de estudio de la orquesta, titulado Rhythm Machine que producido por Bob James y Jay Chattaway y la participación de Louie Ramírez en el vibráfono y arreglos. Este álbum se acerca un poco más que el anterior a la onda de “descarga latina” que se expresa en el tema: «En Órbita». Aparte de este número, los sencillos promocionales fueron «Ella fue» en la onda del crossover y punta de lanza para el mercado anglosajón y, el número que hizo que el público seguidor de la salsa se interesara en este disco, el clásico «Juan Pachanga» de Rubén Blades.
La orquesta oficial de Fania All Stars se mantiene activa y realizando giras alrededor del mundo, ahora con Ismael Rivera integrando el elenco. El debut del eterno "Sonero Mayor" con la orquesta estelar, fue en el concierto que se escenificó el 11 de julio de 1977 en el Madison Square Garden, el cual se grabó en vivo y luego se publicó al año siguiente en el álbum Live (1978). Entre lo mejor del disco están: la nueva versión de «El Nazareno» de Maelo, con Papo Lucca, luciéndose en el piano; «Felicitaciones» de Cheo Feliciano; el debate de soneros en «Saca Tu Mujer» y la versión en vivo de «Cúcala», interpretada por Celia y Maelo en un memorable e histórico mano a mano.
Complacido con los resultados y la acogida que tuvo Rhythm Machine en el ambiente del jazz, Masucci le encomienda el próximo proyecto con Columbia a Jay Chattaway denominado Spanish Fever (1978). En la producción no se escatimaron esfuerzos y se contrató a músicos de la talla de Maynard Ferguson, Hubert Laws, David Sanborn y Eric Gale. Entre los temas latinos destacados estuvieron «Coro miyare», composición de Pacheco, con gran solo de bongó ejecutado por Roberto Roena; y que en algún momento se convierte en la canción de cierre de la Fania All Stars en sus conciertos regulares. Las otras dos piezas salseras de este álbum son: «Sin Tu Cariño», otro hit compuesto por Blades y Ramírez; y «Te Pareces A Judas» con arreglos de Ray Cohen e interpretada por Ismael Miranda.
Para el quinto álbum de estudio de las estrellas de Fania (última grabación de la serie con Columbia): Cross Over (1979), se apuesta por dos estilos, uno para cada cara del disco. El "lado A" contiene tres de los mejores arreglos de salsa en la historia de la Fania All Stars: «Isadora», sencillo principal del álbum cantado por Celia Cruz, con un buen solo de guitarra de Eric Gale; «Prepara», un son montuno de Rubén Blades con solos de Lucca y Pacheco, y «Los Bravos», una pieza de Louie Ramírez en la onda del latin-jazz con un solo de bajo del nuevo integrante Salvador "Sal" Cuevas que en ese entonces era miembro de la orquesta de Willie Colón y que sustituye a Bobby Valentín, quien se dedicó por completo a su banda y sello discográfico Bronco. 
Respondiendo al auge del disco music, para la producción del "lado B", Masucci contrata a Vince Montana Jr., el genio detrás de la famosa "Salsoul Orchestra" y el "sonido Philadelphia”. Las cuatro canciones seleccionadas para integrar esta parte del disco alcanzan un adecuado nivel artístico pero quienes apostaban a la “Fiebre de la música disco” optaron por sus fuentes originales que en ese momento encarnaban los Bee Gees y otras bandas.
Habana Jam publicado en 1979 proviene de un concierto histórico grabado el 3 de marzo de 1979 en La Habana, con los All Stars junto a Billy Joel, Rita Coolidge, Kris Kristofferson, Stephen Stills, Weather Report y las bandas cubanas Irakere y Orquesta Aragón. El tema que vendió el disco fue la exquisita versión de Pete "El Conde" Rodríguez del tema «Menéame La Cuna» con un solo de tres de Nelson González. Otros temas que se destacaron fueron: una versión de casi 10 minutos del clásico de Luigi Texidor «Nací Moreno», que es su única grabación oficial con la Fania All-Stars y el tema que abre el disco «Descarga a Cuba». En este álbum se presenta el medley «Mi gente/Barbarazo» en las voces de Héctor Lavoe y Wilfrido Vargas.
Para 1980 se publicó Commitment que marcó el retorno de la Fania All Stars al mercado salsero, luego de culminado su período crossover con Columbia Records. En este álbum se prescindió de las piezas instrumentales y de descarga y el grueso de los temas estuvo a cargo de los cantantes más connotados del sello, con apoyo de arreglos orquestales donde la sección de cuerdas jugó un papel importante. Los arreglos estuvieron a cargo de lo más connotados músicos de la escena salsera de Nueva York lo que se materializó, en cuatro grandes éxitos: «Encántigo», el largo tema de apertura donde destacó el dúo entre Celia Cruz y Pete "El Conde" Rodríguez; «Piano Man», tema escrito por Tite Curet Alonso dedicado a Papo Lucca e interpretado por Ismael Quintana; «Ublabadu», tema destacado por la voz de Héctor Lavoe y el solo de violín de Pupi Legarreta; y el tema cantado por Rubén Blades «La palabra adiós» que fue el sencillo promocional de dicho álbum.
En ese año también se publica California Jam que fue un trabajo de cinco números de descarga que los originales "Fania Six" (Pacheco, Barretto, Valentín, Marrero, Roena y Lucca) grabaron durante las sesiones de su disco de 1976, Delicate And Jumpy. En este álbum, los seis de Fania tocaron la sesión de manera libre y espontánea, traduciéndose esto en música que, después de más de 35 años, sigue sonando fresca y de calidad. Este disco sale en plena agonía del boom salsero de los años 70, por lo que pasó inadvertido por la mayoría del público latino radicado en Sudamérica.
El 21 de julio de ese año, la Fania inició una gira internacional prevista para las ciudades de Nueva York, Chicago, Panamá, Barranquilla, Bogotá, Cali, Caracas y Guayaquil.
La gira internacional inició en el Gimnasio Nuevo Panamá (ahora llamado Arena Roberto Durán), la Fania All Stars, se presentó con 23 músicos, diez canciones y más de dos horas de concierto.

### 1981-1986: Años de gloria, primeros problemas y 20° aniversario
Conciertos en Europa y problemas económicos
La gira de la Fania All Stars en 1980 se alargó al año siguiente (1981), por dos compromisos que había en París y en Barcelona. Los músicos que integraron la gira 1980-81 fueron: Johnny Pacheco como director, Papo Lucca en el piano, Salvador Cuevas en el bajo, Nicky Marrero en los timbales, Eddie Montalvo en las congas, Roberto Roena en el bongo, Yomo Toro en el cuatro, Pupi Legarreta en el violín. Héctor Zarzuela, Juancito Torres y Puchi Bolough en las trompetas; Ed Burns, Reynaldo Jorge y Leopoldo Pineda en los trombones. Para la gira por Europa, Lewis Kahn relevó a Ed Burns. Los cantantes fueron: Alfredo Pantoja, Ingrid Quintero Ruiz Celia Cruz, Santos Colón, Cheo Feliciano, Pete "El Conde" Rodríguez, Adalberto Santiago, Ismael Quintana, Héctor Lavoe, Rubén Blades y Luigi Texidor.
En enero de 1981 se dio la presentación de las estrellas de Fania en el Palacio de los Deportes de Barcelona (siendo esta su primera visita a España) y la empresa Discophon grabó un long play que se agotó de inmediato, en gran medida por el escaso tiraje, este álbum no pertenece al catálogo de Fania Records. Ese álbum solo contiene los temas «Piano Man», «Meneame la Cuna», «Ponte Duro» y «Quitate Tú», a pesar de que se tocaron más de 15 temas, esto fue porque el sonido de grabación no fue muy bueno.
En 1981 se publicó Latin Connection, donde la Fania All Stars (FAS) revalidó su hegemonía como la principal constelación de la salsa en el mundo. La producción, conceptualizada por Johnny Pacheco y Jerry Masucci, capitaliza la presencia de las voces más respetadas de las estrellas de Fania: Celia Cruz, Pete “El Conde” Rodríguez, Cheo Feliciano e Ismael Miranda. En este álbum Willie Colón debuta como cantante solista en el tema «Voy a vivir para siempre». Otros temas destacados fueron: «Bilongo» cantado por Ismael Rivera (una de sus últimas grabaciones) y «Semilla de amor» interpretada por Héctor Lavoe.
Social Change (1981) fue el álbum que dio un retorno a la línea del jazz comercial que se exploró con éxito en el álbum de 1977 Rhythm Machine. De los músicos de Fania que trabajan en este disco, se destaca de manera significativa Juancito Torres, quien contribuye con dos solos de trompeta y es el solista principal en el tema «Sausalito». Los invitados para esta sesión fueron el icono del saxofón tenor Gato Barbieri quien se destaca especialmente en la versión del clásico de Santana «Samba Pa Ti», Eric Gale y el grupo vocal de reggae, Steel Pulse.
Para 1982, Jerry Masucci intentó una nueva y última aventura: realizar una película (no musical en esta ocasión) con Willie Colón y Rubén Blades. Ahí nace el proyecto "The Last Fight". A pesar de las buenas intenciones y las buenas caracterizaciones, la película carecía de un guion coherente, lo cual le restó posibilidades desde el principio. A raíz del fracaso de esta película, Fania Records entra en un período de crisis financiera del que no logran recuperarse, agravándose la situación cuando a mediados de la década muchos de sus artistas principales, entre ellos los propios Willie y Rubén, deciden no renovar sus contratos y probar suerte en otros sellos disqueros. A raíz de esta película, igualmente, Willie y Rubén se envuelven en el mundo del cine y la actuación. Rubén aún se mantiene activo en su faceta como actor.
Para 1983, muchos de los artistas de Fania Records abandonan el sello, no solo ante la precaria situación financiera de la disquera, sino también en algunos casos molestos por problemas de regalías. De los artistas que se van, muchos de ellos consiguen ofertas de mayor remuneración en otros casas discográficas, otros deciden montarse de manera independiente y otros simplemente optan por retirarse.
A la salida de Willie y Rubén, se les sumó Cheo Feliciano, Larry Harlow, Louie Ramírez, Justo Betancourt, Ismael Quintana, Ingrid Quintero Ruiz, y Roberto Roena, estos dos últimos terminaron de cumplir su contrato con el sello Fania. A pesar de haber dado por finalizado el contrato con Fania Records, casi todos los artistas mencionados, llegaron a participar en futuros álbumes de estudio en calidad de invitados y siguieron presentándose en vivo con la Fania All Stars.
En 1984, la Fania All Stars publica su décimo álbum de estudio Lo que pide la gente, ahora los cantantes de Fania, eran Celia, Quintana, Lavoe, Miranda, El Conde, Adalberto y Cali Alemán quien era el colaborador frecuente de Pacheco y para ese entonces miembro de la banda de Ray Barreto. El sencillo que vendió el álbum fue «El Rey de la Puntualidad», número escrito especialmente por Pacheco para Lavoe, quien era famoso por no llegar a tiempo a los conciertos. Los otros temas de este álbum son: «Por Eso Yo Canto Salsa», «Lo Que Pide la Gente», «Usando el Coco» y «La Tierra No Es Pa' la Guerra».
Al año siguiente (1985), la Fania brinda presentaciones con el fin de promocionar dicho álbum.
20° aniversario
En 1986, la Fania All-Stars celebra sus 20 años de existencia como grupo, publicando tres discos: un álbum de estudio titulado Viva La Charanga y dos grabaciones hasta entonces inéditas de dos conciertos: Live In África, que en realidad fue la banda sonora de un especial de televisión filmado por León Gast durante la presentación de la Fania de 1974 en Zaire, y Live In Japan, un recuento de su exitoso concierto de 1976 en Japón que fue pobremente ecualizado.
A partir de Viva La Charanga, Masucci comienza a utilizar su orquesta estelar para realizar álbumes conceptuales. El concepto para este disco fue un homenaje a la tradición charanguera y, en especial, a la Orquesta Aragón y al legendario flautista cubano José Fajardo, este último bajo contrato en ese entonces con el sello Fania, es invitado a formar parte del proyecto. Héctor Lavoe interpretó tres temas: el primer sencillo promocional, «Isla Del Encanto» (hecha famosa por la Orquesta Broadway en los años 1970), «Me Voy Pa' Morón» y «Guajira Con Tumbao», este último al lado de Ismael Miranda, Pete "El Conde" Rodríguez y Cali Alemán. En este álbum también destaca el número cantado por Celia Cruz, «Hueso Y Pellejo».
El sábado 30 de agosto de ese año, la Fania All Stars celebró su 20° Aniversario en el Coliseo Roberto Clemente (San Juan, Puerto Rico) por lo que juntaron luego de mucho tiempo a Willie Colón & Héctor Lavoe (la última vez que tocaron junto a las estrellas de Fania fue en el mismo escenario y en 1973). La Fania interpretó diversos números, mientras que Lavoe cantó el tema «Mi Gente», terminando con una corta versión de «La Murga».
La Fania All Stars siguió brindando presentaciones por motivo de su 20° Aniversario en diferentes lugares de Estados Unidos como Nueva York, Filadelfia, Boston y Nueva Jersey, así como Puerto Rico y otros países de Sudamérica, el Caribe y Europa. Para estas presentaciones participaron casi todos los artistas de Fania: Aníbal Vásquez como el maestro de ceremonias, Johnny Pacheco como director musical, Ray Barreto en las congas, Nicky Marrero en los timbales, Roberto Roena en los bongos, Papo Lucca en el piano, Bobby Valentín en el bajo, Yomo Toro el cuatro, las voces de Celia Cruz, Héctor Lavoe, Pete "El Conde" Rodríguez, Ismael Miranda, Ismael Quintana y Cali Alemán, las trompetas de Juancito Torres, Héctor "Bomberito" Zarzuela y Tony Barrero, los trombones de Reynaldo Jorge, Lewis Kahn y Leopoldo Pineda, y algunos músicos que se sumaron a diversas presentaciones como Tito Puente y Willie Colón.

### 1987-1994: Cantantes fallecidos y estancamiento musical
Desde los finales de los 80, Fania Records empezó a confrontar problemas económicos, lo cual fue atribuido a una película que fracasó comercialmente. Además hubo quejas por parte de los músicos por falta de incentivos y pago de regalías. La idea para lanzar la salsa al mercado convencional estadounidense había sido poco exitosa. Y por último, los géneros musicales como el merengue y la salsa romántica se estaban apoderando del público latino, sumado a esto, uno de sus artistas principales como Héctor Lavoe comenzó a pasar una dura etapa en su vida cuando se entera del asesinato de su suegra, el fallecimiento de su padre y la muerte accidental de su hijo.
En mayo de 1987, el "sonero mayor" e integrante de Fania All Stars, Ismael Rivera falleció en su casa como consecuencia de un infarto, sus últimos años había dejado de cantar debido a un cáncer de garganta que le afectó la voz.
Para 1988, la nómina de soneros en la Fania, bajaba peligrosamente a solo tres miembros: Celia Cruz, Pete "El Conde" Rodríguez y Héctor Lavoe, quien a pesar de sus problemas participó en el álbum Bamboleo (publicado en 1988), que fue otro álbum de concepto, donde el libreto concebido por Masucci era rehacer en formato de salsa algunas de las canciones más conocidas del entonces muy popular grupo Gipsy Kings. 
Ante la poca cantidad de cantantes, Masucci invita a Willie Colón a formar parte de este álbum interpretando el tema, «Quiero Saber» que fue uno de los dos sencillos que se promueven en este disco, siendo el otro «Bamboleo» (tema que titula el disco), cantado por Celia Cruz. En este álbum, Héctor Lavoe interpreta el tema «Siento» en lo que fue su última grabación de estudio.
En agosto de ese año, Johnny Pacheco y Bobby Valentín organizaron un evento en el estadio Hiram Bithorn de San Juan, Puerto Rico con el fin de recaudar fondos para su amigo Héctor Lavoe que se encontraba hospitalizado luego haber hecho un intento de suicidio un mes antes (esto tras la poca asistencia de público debido a que su presentación en Puerto Rico coincidía con otras festividades que se ofrecían de manera gratuita). Para este evento participaron Tito Nieves, El Gran Combo, el locutor de radio, Pedro Arroyo y la Fania All Stars que contó con todos sus artistas principales: Celia Cruz, Cheo Feliciano, Rubén Blades, Ismael Miranda, Pete "El Conde" Rodríguez, Ismael Quintana, Alfredo Pantoja, Ingrid Quintero Ruiz, Adalberto Santiago y Santos Colón.
Para 1989, los Fania Six se reúnen de nuevo para grabar un álbum de latin jazz, Guasasa, de carácter instrumental y que no tuvo mayor repercusión. Para esos años, los artistas de Fania All Stars pasaban un problema ya que unos querían que la agrupación se introduzca a la onda de la "salsa romántica", pero otros consideraban que hacer eso, sería dejar de lado las bases de la "salsa dura" que venían tocando desde sus inicios y amenazaban con dejar la orquesta si es que se hacía esto. 
Al año siguiente (1990), se celebra la 15.ª edición del Festival de Salsa y Ralph Mercado, organizador del evento, volvió a confiar en la Fania para cerrar el show. En esta ocasión, el evento salsero no se desarrolló en el Madison Square Garden como estaba acostumbrado, sino en el Meadowlands Arena de Nueva Jersey. Para este evento, Lavoe es anunciado como uno de los integrantes de los All-Stars que sería homenajeado en vida y tocaría esa noche, lo cual no solo avivó la curiosidad del público, sino también una fuerte controversia tras bastidores. Willie Colón, que se suponía que iba a participar esa noche, se retiró del show en actitud de protesta, criticando duramente la decisión de incluir a Héctor en el show, sabiendo que este no estaba en condiciones para subir a la tarima esa noche, aunque el propio Lavoe avalaba esto. 
Luego de la presentación de la Sonora Ponceña, el Grupo Niche y la banda japonesa Orquesta de la Luz, la Fania All Stars hace su aparición ante una multitud con Johnny Pacheco a la cabeza; Ray Barreto, Papo Lucca, Bobby Valentin, Nicky Marrero, Roberto Roena, Yomo Toro, en la sección rítmica y los cantantes Celia Cruz, Cheo Feliciano, 
Ingrid Quintero Ruiz, Alfredo Pantoja, Ismael Miranda, Ismael Quintana, Pete "El Conde" Rodríguez, Adalberto Santiago y ahora Roberto Blades, quien se une a la orquesta a lo largo de sus presentaciones por Europa. En este show, la Fania tocó números como «Dinamita», «Casco», «Piano Man», «Borinquen Tiene Montuno», «El Ratón», «Bamboleo», «Bemba Colorá», y otros más. Luego de esto, Lavoe hizo su aparición siendo recibido entre abrazos por parte de sus compañeros y con una estruendosa ovación por parte del público asistente. Sus compañeros pensaron que estaba en condiciones de cantar y ahí fue que Johnny Pacheco lanzó los acordes del clásico tema «Mi Gente». Le entregaron el micrófono a Lavoe y durante cinco minutos trató de cantar, sin tener éxito alguno, por lo cual el ingeniero de sonido bajó al mínimo el sonido del micrófono. Los otros cantantes de Fania que estaban sobre el escenario (con la excepción de Celia que se retiró antes que Héctor suba a la tarima y Quintana, quien bajó de la tarima tras no resistir ver a su compañero y amigo de tal manera), comenzaron a cantar el tema, más con el ánimo de sostener a su compañero, que de continuar con algo que se había convertido en dramático. Tras esto Lavoe fue llevado rápidamente a su camerino, mientras frases como "!Héctor, cuidate!", "!Tu eres el mejor!" y "!Que Dios te bendiga!" se escuchaban, perdiéndose entre los gritos, aplausos y vivas del público. El evento terminó con una apresurada versión de «Ponte Duro». Cuando se acabó el concierto, Pacheco tiró el micrófono al piso y se puso a llorar de espaldas al público y de frente a su orquesta. Cheo Feliciano también lloraba y trataba de disimularlo con una sonrisa. Ray Barretto se inclinó sobre sus congas mientras que Roberto Roena quedó paralizado junto a las suyas. Héctor Zarzuela dejó la trompeta a un lado y se cubrió la cara con un pañuelo. Héctor fue calmado por su esposa "Puchi" tras del escenario por no haber podido cantar. Los medios catalogaron esta presentación como “La noche en que Lavoe cantó en silencio”.

“ ...hice un show con él (Héctor Lavoe) en Meadowlands, New Jersey, con la Fania, y por suerte salí del escenario antes que él, sino no podría haber cantado. Al verlo cómo estaba, la gente lloraba desconsoladamente. Fue una experiencia muy amarga”.
Celia Cruz habla sobre el último concierto de Héctor Lavoe con la Fania.

En abril de 1991, Barry Rogers, más conocido como El Tenor de Los Trombones, el trombonista de Fania All Stars también falleció de manera inexplicable luego de irse a dormir en su apartamento de Washington Heights. 
Y le explico Ingrid Quintero por la explicación de su muerte de Barry Rogers
Entre 1990, 1991 y 1992, las estrellas de Fania, hacen presentaciones por Estados Unidos, Europa y Sudamérica siendo el más destacado el concierto en el Velódromo de Horta (Barcelona) en el verano de 1990 y el concierto en Caracas, Venezuela donde estuvo Hermán Olivera como artista invitado.
Para junio de 1993, uno de los artistas principales del sello Fania, así como de Fania All Stars, Héctor Lavoe también ya falleció a los 46 años de edad luego de sufrir un paro cardíaco causado por las complicaciones del sida, que adquirió a mediado de los años 80' tras inyectarse una aguja infectada.
Por Su Parte, En agosto de 1994, el Cantante Mexicano Alfredo Pantoja, Sale de la orquesta de Fania All Stars en ese mismo año de 1994 y se desintegra como cantante, y antes se desintegra a Grupo Cañaveral en 1995.
El próximo capítulo en la discografía de la Fania All-Stars se escribe en 1994, cuando Fania Records celebra su 30⁰ aniversario. El 11 de junio de 1994, la orquesta se reúne en San Juan para la primera parada en una gira de tres presentaciones (las otras dos fueron en New York y Miami). Jerry Masucci produce la gira, en asociación con Ralph Mercado. Su presentación en el Estadio Hiram Bithorn en San Juan, Puerto Rico se graba y se filma, siendo lanzado al año siguiente en formatos de audio y video como Live in Puerto Rico, coproducido por Masucci y Harlow. Se destacan en este disco el duelo de pianos entre Eddie Palmieri, Larry Harlow y Papo Lucca en «Tres Pianos/Guajira» y en el clásico de Palmieri «Vamonos Pa'l Monte» con Ismael Quintana en la parte vocal; «Quítate La Máscara» de Barretto y Adalberto y una nueva versión de «Mi Gente», con nueva letra en tercera persona posesiva y nuevo título: «Su Gente», donde todos los cantantes se reúnen para un homenaje póstumo a Lavoe.

### 1995-1999: Muerte de Jerry Masucci y 35° aniversario
Entre 1995 y 1996, la Fania All-Stars realiza una gira en algunos países de Sudamérica y Norteamérica, así como Europa.
En 1997, la Fania realizó su primera grabación de estudio en 8 años, Bravo 97, ahora bajo el nuevo sello JMM (Jerry Masucci Music), siendo distribuido por Sony Discos. Otro disco conceptual tributo a la obra de Juan Formell y Los Van Van. El sencillo promocional fue: «Aquí El Que Baila Gana» en la voz de Andy Montañez que estuvo en las listas de éxitos en Puerto Rico. Willie Colón hace su tercera aparición como solista para la FAS con el tema «Yo solo quería esto», Celia Cruz canta el tema «Azúcar» y Cheo Feliciano se encarga de «Yo sigo amando a esa mujer». Este álbum trajo cambios en cuanto al elenco de estudio, con la excepción de Pacheco, Yomo, Harlow (estos tres limitándose a ejecutar sus correspondientes solos en el disco), Lucca, Valentín, Roena, Montalvo, Reynaldo, Juancito, Ito, Delgado, Kahn y De La Fe; ya que lo conforman miembros no oficiales de la Fania, sino parte del mundo musical y actual en Puerto Rico: Charlie Sierra (timbales), Georgie Padilla (congas), Vicente "Cusi" Castillo (trompeta), Moisés Nogueras (trombonista de El Gran Combo), Rafi Torres y Jorge Díaz (trombones) y los coristas José Luis "Chegüí" Ramos y Darvel García. Luis García (hermano mayor de Darvel) también regresa al elenco como tresista y como el director musical para este álbum, donde los cantantes fueron Celia, Willie (quien también ejecuta un solo de trombón en su tema «Y Yo Solo Quería Eso»), Andy, Miranda, Quintana, El Conde, Cheo y Adalberto. Para estas sesiones, Jerry también invita a otros artistas que él manejaba en Cuba (para su nuevo sello "Nueva Fania"), como lo son Shira, Pedro Dikan, Pedro Jesús y Paulito F. G. (todos estos grabando sus partes en Cuba, como también lo hace Alfredo De La Fe). Sin embargo, ya que el catálogo de JMM era distribuido en Estados Unidos por Sony, además que las oficinas centrales de Sony Discos se encuentran en Miami, a Masucci se le obliga a retirar a los artistas cubanos de dicho álbum para que este se distribuya en dicho país, sin embargo, en la versión que Fania lanza fuera de Estados Unidos, aparecen estas otras canciones que fueron boicoteadas por Sony.
Para promocionar el álbum, la Fania All Stars viajó con su alineación tradicional (la que venía tocando desde los años 80) a Puerto Rico para el lanzamiento formal del álbum siendo esta la última visita de Masucci a Puerto Rico ya que en diciembre de 1997, Jerry Masucci comenzó a sufrir dolores abdominales mientras jugaba al tenis, tras esto tuvo que ser intervenido quirúrgicamente siendo, posteriormente, ingresado en la Unidad de Cuidados Intensivos donde falleció dos días más tarde en Buenos Aires, Argentina, lugar donde residía.
Para 1998, la Fania se presenta en el XV Día Nacional de la Salsa realizando un homenaje a Jerry Masucci. Santos Colón, quien tuvo que haberse presentado en dicho evento, falleció semanas antes, el 21 de febrero luego de sufrir un derrame cerebral.
En junio de 1999, el presentador y bailarín de las estrellas de Fania, Aníbal Vásquez murió como siempre anheló: exactamente a las 12:45 del miércoles 30 de junio de 1999, mientras bailaba entre el público la pieza «R+R= Apollo», con la que Roberto Roena y Su Apollo Sound cerraban su actuación en el Copacabana Club, en Manhattan, Nueva York, sufrió un derrame cerebral. De inmediato fue trasladado al Roosevelt Hospital, en la calle 58. Allí falleció poco después de la 5:00. Fue sepultado en el cementerio La Piedad, en Isla Verde.
En octubre de ese año, se celebró en el Madison Square Garden, bajo la organización de Ralph Mercado, los 35 años de Fania All Stars, con un concierto espectacular que contó con la participación de todos sus artistas. Fania vuelve a reunir a Willie Colón, Alfredo Pantoja,  Rubén Blades y Luis "Perico" Ortiz como parte del elenco, mientras se unen al mismo, Junior González, Domingo Quiñones y Oscar D'Leon, en calidad de invitados.

### 2000-2013:Fania All Starsy el nuevo milenio
El 29 de abril del 2000, la Fania se presentó en el estadio Hiram Bithorn de Puerto Rico y promocionaron el evento como el último show de la orquesta, aunque eso no era cierto ya que siguieron dando presentaciones en Europa. Para este concierto Justo Betancourt, Ismael Miranda y Luigi Texidor regresaron al elenco de la orquesta mientras que Rubén Blades canceló su participación de último momento por motivos de salud.
El mismo 29 de abril, mientras la Fania presentaba su histórico concierto en Puerto Rico, Tito Puente, que era un artista invitado habitual en la presentaciones de Fania, hacía lo mismo, pues estaba brindando una función en el Centro de Bellas Artes con la Orquesta Sinfónica de Puerto Rico. Ese, irónicamente, resultó ser su última presentación en vida ya que luego del concierto, salió de emergencia hacia un hospital cercano con un paro cardiaco al cual sobrevivió, luego de eso regresó a Nueva York a guardar reposo. El llamado "Rey del Timbal" también falleció el 1 de junio de ese año, al no sobrevivir a una operación de corazón abierto en Nueva York.
Para el 2 de diciembre también ya falleció de un paro cardiaco, otro miembro importante de Fania All Stars, el vocalista Pete "El Conde" Rodríguez, quien brindó presentaciones a lo largo del año 2000 como solista y con Fania.
Entre los años 2001 y 2002 la Fania dio varios conciertos en varios lugares de Europa. En julio de 2003, Celia Cruz falleció a la edad de 77 años en su casa de Fort Lee en Nueva Jersey, con esto la Fania All Stars pierde a un miembro más de la orquesta.
En 2004, la Biblioteca del Congreso de Estados Unidos (Library of Congress) reconoce el álbum doble Live at Yankee Stadium Vol 1 y 2 como uno de los 50 Álbumes Más Importantes del Siglo XX.
Los años posteriores (desde 2004 hasta 2009), las estrellas de Fania se siguió reuniendo en varios lugares del mundo. 
En 2006, se presentaron en el Madison Square Garden teniendo como artistas invitados a Oscar D' Leon, Víctor Manuelle y Gilberto Santa Rosa. En ese mismo año fallece uno de los percusionistas principales de la Fania, Ray Barreto con 76 años murió en un hospital de Nueva Jersey por complicaciones respiratorias y coronarias.
En 2007 el cantante de salsa romántica Michael Stuart propuso hacer una nueva Fania All Stars con nuevos exponentes del género. Dos años después (2009), Willie Colón manifestó lo mismo.
Para 2009, un funcionario del sello Fania Records, encontró varias cajas con material inédito, archivadas en las bodegas de la disquera. Ahí se encontró las grabaciones del concierto de 1973 en el Coliseo Roberto Clemente. Fue tan inesperado e invaluable el hallazgo, que las grabaciones debieron ser remasterizados para poder ser vendidas, el álbum se publicó bajo el nombre de San Juan 73. En marzo de ese año se realizó una gira, pero solo con algunas de las estrellas de Fania. Este álbum contiene nueve canciones de las veinte que se interpretaron aquella noche.
Meses antes de esa gira se había mencionado a Larry Harlow, como  director musical, debido al estado de salud de Johnny Pacheco y al hecho de venir dirigiendo desde hace años el ensamble The Latin Legends Band. Sin embargo, la opción despertó una gran controversia porque algunos músicos como Papo Lucca se negaban a retomar un proyecto tal, sin la participación de su jefe original. Otro punto de discusión siempre ha sido si la Fania All Stars debe volver con sus clásicas estrellas o con una plantilla totalmente renovada, como lo propusieron Michael Stuart en 2007 y Willie Colón en 2009.
Para 2010, Rubén Blades manifestó su intención por volver a reunir a las Estrellas de Fania, en un proyecto conjunto con el cantante Bobby Cruz, manifestando: "Creo que si hay alguien que puede hacer eso, es Bobby, y si Bobby lo hace, yo voy con Bobby".
En 2011, la Fania All Stars realizó algunos conciertos, destacando su primera visita a Perú y posterior presentación en el Estadio San Marcos de dicho país en donde asistieron más de 30 mil personas.
En junio de 2012, el cuatrista puertorriqueño Yomo Toro también falleció de una insuficiencia renal en el Montefiore Medical Center de la ciudad de Nueva York.
En ese año, las estrellas de Fania se presentaron otra vez en Perú para el 23 de noviembre, donde homenajearon a diversos integrantes de la Fania, sobre todo a Héctor Lavoe (uno de los músicos más queridos en Perú). Johnny Pacheco, algo delicado de salud, dirigió algunas partes del concierto, y cantó una copla en la improvisación que cantaron Ismael Miranda, Rubén Blades, Cheo Feliciano y Adalberto Santiago, entre otros. En el concierto también estuvo Richie Ray, Bobby Cruz, Isidro Infante, Papo Lucca, Larry Harlow y otros más. La presentación, que se dio en el Estadio Nacional de Lima ante 25 000 personas, contó con la presentación de Paco Navarro.
Gran Finale, 50 años del sello Fania
Como motivo de los 50 años de creación del sello Fania Records, la Fania All Stars realizó una serie de shows en Puerto Rico, Estados Unidos y Latinoamérica promocionando el evento como Gran Finale.
La Fania All Stars se presentó con el director musical y fundador, Johnny Pacheco; los cantantes Andy Montañez, Ismael Miranda, Alfredo Pantoja (Cantante Mexicano),  Cheo Feliciano, Willie Colón, Adalberto Santiago, Luigi Texidor, los pianistas Larry Harlow y Luis Marín, el bajista Bobby Valentín, Roberto Roena (bongos), Eddie Montalvo (congas), Nicky Marrero y Orestes Vilato (timbales), Héctor “Bomberito” Zarzuela, Eliut Cintron y Jorge “Ito” Torres (trompetas), Lewis Kahn, Roberto Rodríguez Jr., Reynaldo Jorge (trombones), y Alfredo de la Fe (violín). Ismael Quintana y Ingrid Quintero Ruiz no participó por problemas de salud e Isidro Infante dirigió la orquesta por algunos momentos, esto por el estado de salud de Pacheco.
En homenaje a Yomo Toro, quien falleció un año antes (2012), Héctor Álamo, su sobrino, estuvo tocando el cuatro junto a la Fania. También estuvo presente “Cita” Rodríguez, hija de Pete “El Conde” Rodríguez, quien dio una presentación especial cantando alguna de las canciones de su padre.
La Fania All Stars rindió tributo a los miembros que ya han fallecido, en un show que duró casi más de tres horas y estuvo lleno de sorpresas como el junte entre Cheo Feliciano y Jorge Santana en «El Ratón». Con la ayuda de la tecnología, el público disfrutó de la presencia de Celia Cruz, Héctor Lavoe, Ismael Rivera, Ray Barretto y Santitos Colón. La presentación estuvo a cargo de Paco Navarro, quien siempre ha acompañado a la Fania All Stars.
Como parte de esta gira, la Fania se presentó en Miami, exactamente en el James L. Knight Center; esta gira se suspendió días antes de presentarse en el Central Park de Nueva York el 24 de agosto, debido al desacuerdo de los organizadores con músicos e integrantes de Fania. En un comunicado hecho público por el pianista puertorriqueño Papo Lucca, este confirma la suspensión y señaló que los actuales responsables de Fania Records, la empresa Código, han incumplido sus compromisos con los artistas.

"Este comunicado es con relación al cierre de verano (50 Aniversario de Fania All Star) que se iba a celebrar el 24 de agosto en el parque central por el cual la compañía Código ó cúlico (me importa un ca**** como se llama) estaba cobrando al público general $90.00 y a los VIP $1,000.00 por persona y habiendo bloqueado dicha fecha a todos los integrantes de Fania durante tres meses. Con la intención nuestra de aclarar malos entendidos con nuestros seguidores, han querido cancelar la fecha en cuestión por no pagar los depósitos hasta 5 días antes del espectáculo y el balance después de 7 días de realizado el concierto. No obstante, se negaban a pagar la imagen del video que iban a grabar de dicho concierto. De esta forma queremos ser responsables con nuestros seguidores y aclarar que el incumplimiento de contrato es de ellos (Código). Para mi que descansen en paz los propietarios del sello Fania. Todos están invitados al novenario del sello Fania. Es lamentable todo lo que luchó Jerry Masucci para que estos irrespetuosos lo desvirtúen".
Papo Lucca, líder de la Sonora Ponceña y pianista de Fania All Stars.

### 2014-2021: Celebraciones, homenajes y fallecimiento de Pacheco
El 17 de abril de 2014, Cheo Feliciano, quien venía de vencer un cáncer, también ya falleció en un accidente de tránsito en el sector de Cupey (Barrio de San Juan, capital de Puerto Rico), en la carretera 176. El velatorio de Cheo se realizó el sábado 19 de abril en el Coliseo Roberto Clemente de San Juan y fue sepultado en su ciudad natal, Ponce.
Para ese año, La Sociedad Americana de Compositores, Autores, y Publicadores (ASCAP) en los 100 años de su fundación, otorga el Premio ASCAP a la Herencia Hispana a la Fania All Stars.
La ceremonia formal se llevó a cabo el martes 18 de marzo de 2014 en el Hammerstein Ballroom del Manhattan Center de Nueva York.
Los artistas que participaron en esta celebración fueron: Johnny Pacheco, Isidro Infante, Bobby Valentín, Larry Harlow, Roberto Roena, Eddie Montalvo, Rubén Blades, Alfredo Pantoja, Ingrid Quintero Ruiz, Ismael Miranda y Víctor Manuelle como artista invitado.

"Quiero darles las gracias a estos chicos por estar conmigo tantos años... Para mí, esta es la mejor orquesta de salsa en la existencia".
Johnny Pacheco agradece a la Fania, en los Premios ASCAP.

El otro artista que fue homenajeado con el premio ASCAP Voz de la Música, Daddy Yankee dio palabras de elogio hacia las estrellas de Fania.

"Es un honor estar aquí. Todo empezó cuando era un chico joven en Santurce, Puerto Rico en los años 90. Todavía tengo esa pasión en mi corazón. La Fania, son mis héroes. Gracias, y toda mi respeto a ustedes".
Daddy Yankee en los Premios ASCAP.

Para 2015, el director de la Fania All Stars, Johnny Pacheco, recibió una serie de homenajes por sus 50 años de trayectoria artística que fueron desde conciertos hasta la presentación de un documental titulado "Yo soy la salsa", en donde se narra, además, cómo se creó este movimiento cultural que lleva los sonidos afrocaribeños a todos los rincones del mundo.
El 16 de abril de 2016, el ex vocalista Ismael Quintana, también ya falleció en el estado de Colorado, a sus 78 años de edad, y luego de sufrir un infarto. Al momento de su muerte, Quintana tenía cuatro días bajo cuidados intensivos en un hospital de Estados Unidos, fue sepultado en su ciudad natal Ponce, Puerto Rico.
El 15 de febrero de 2021, el director de Orquesta de Fania Johnny Pacheco falleció a sus 85 años de edad, en el estado de New York después de ser hospitalizado por una pulmonía. Su esposa 'Cuqui' Pacheco comunicó en su página de Facebook que Johnny había sido hospitalizado de urgencia por síntomas asociados a neumonía el 13 de febrero. Murió dos días después, el 15 de febrero en el Holy Name Medical Center Teaneck, N.J.

## Legado
Desde su creación en 1968, la Fania All Stars ha trascendido las barreras del idioma y culturas en todo el mundo. Con el pasar del tiempo su música se sigue oyendo en las calles de "El Barrio" en Nueva York, en el Caribe, América Latina, Europa y África. 
Esta agrupación está considerada por muchos como la mejor agrupación de salsa y música latina, no solo por el tiempo que vienen tocando juntos o por los premios que han recibido a lo largo de su carrera, el último más reciente otorgado por La Sociedad Americana de Compositores, Autores, y Publicadores (ASCAP) que en su aniversario número 100, entregó el Premio ASCAP a la Herencia Hispana a la Fania All Stars, sino también, por los artistas que la integran actualmente y por aquellos que ya fallecieron como Héctor Lavoe, Celia Cruz, Ismael Rivera, Cheo Feliciano, Ismael Quintana, Ray Barreto, Yomo Toro, Barry Rogers y otros más. 
y por su parte el propio cantante mexicano Alfredo Pantoja, quien lo rindió sus primeros tributos a estos cantantes y músicos que ya habían fallecidos que dio a conocerlos y la vocalista y compositora original del Grupo Cañaveral Ingrid Quintero Ruiz graba sus primeros discos con la voz de Alfredo Pantoja ex vocalista de Grupo Cañaveral y ya era como solista y se llama Tributo a Fania All Stars en 2023.

"La Fania fue la que puso la música latina en el mundo. Empezamos a viajar a otros continentes. Una salsa se hace con diferentes condimentos y la Fania tiene músicos puertorriqueños, cubanos, dominicanos, ingleses y de otras nacionalidades. Otro factor que consideramos para ponerle salsa al género es que cuando empezamos a viajar la gente estaba muy confundida, había rumba, guaguancó, así que decidimos poner todo bajo el techo de salsa y finalmente nos resultó".
Johnny Pacheco, en una entrevista del año 2012.

"La salsa no va a morir, la música del Caribe, de Cuba, de Puerto Rico, de Santo Domingo, no va a morir nunca, pero sí va a sufrir cambios... La salsa aporta y seguirá aportando. Muchos jóvenes que admiran a la Fania harán que el género no muera".
Bobby Cruz, en una entrevista del año 2012.

Actualmente, las leyendas vivas de las estrellas de Fania siguen brindando presentaciones siempre recordando la historia y el legado de los artistas que la integran actualmente y de los Músicos y Vocalistas que han pasado por dicha agrupación.

### Miembros anteriores

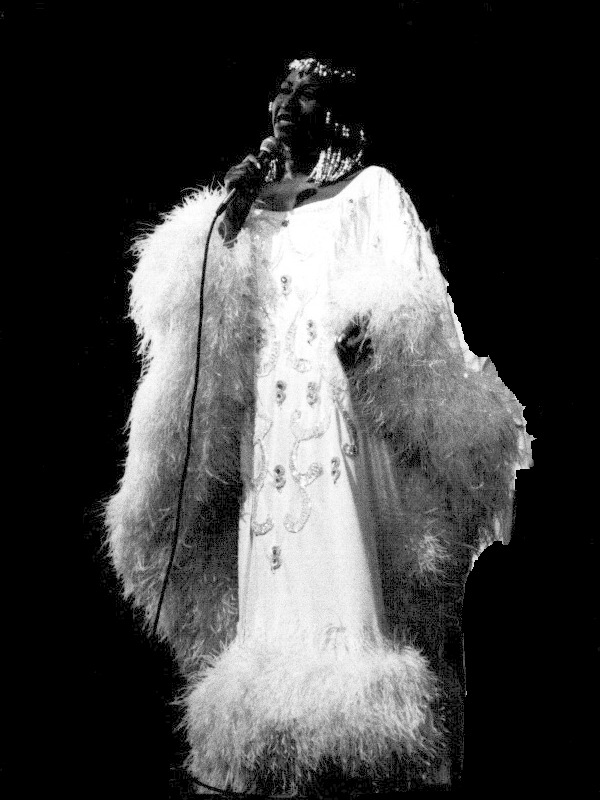
Celia Cruz

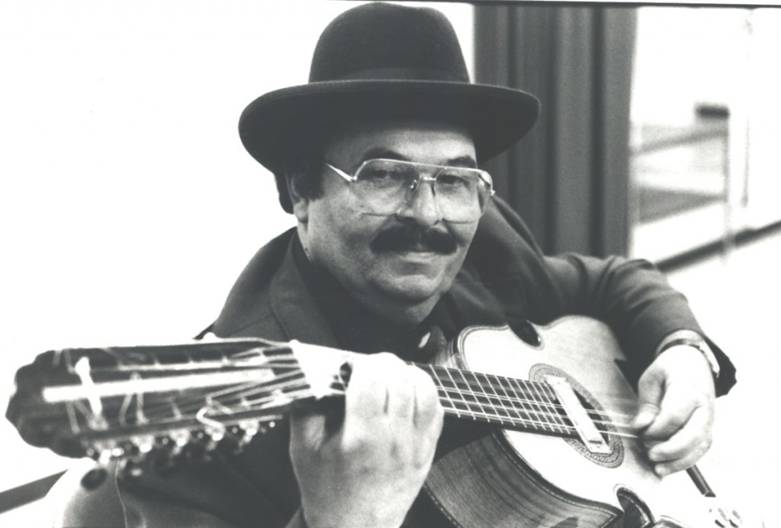
Yomo Toro

### Arreglistas

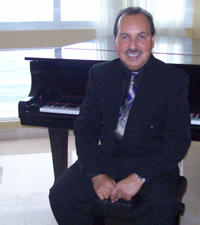
Isidro Infante

### Artistas invitados

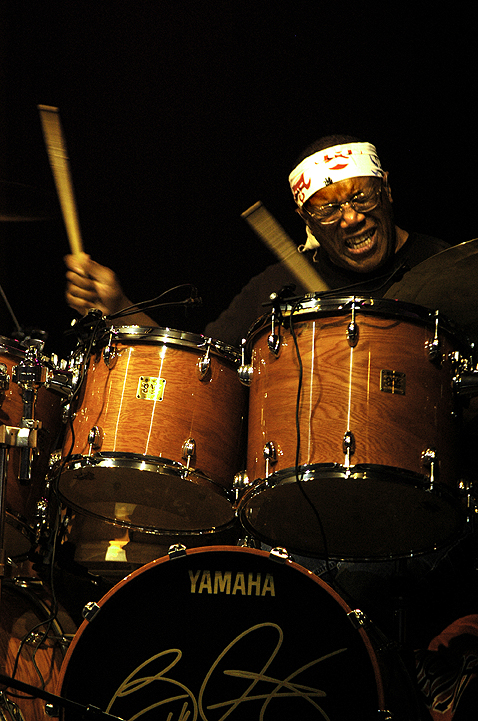
Billy Cobham

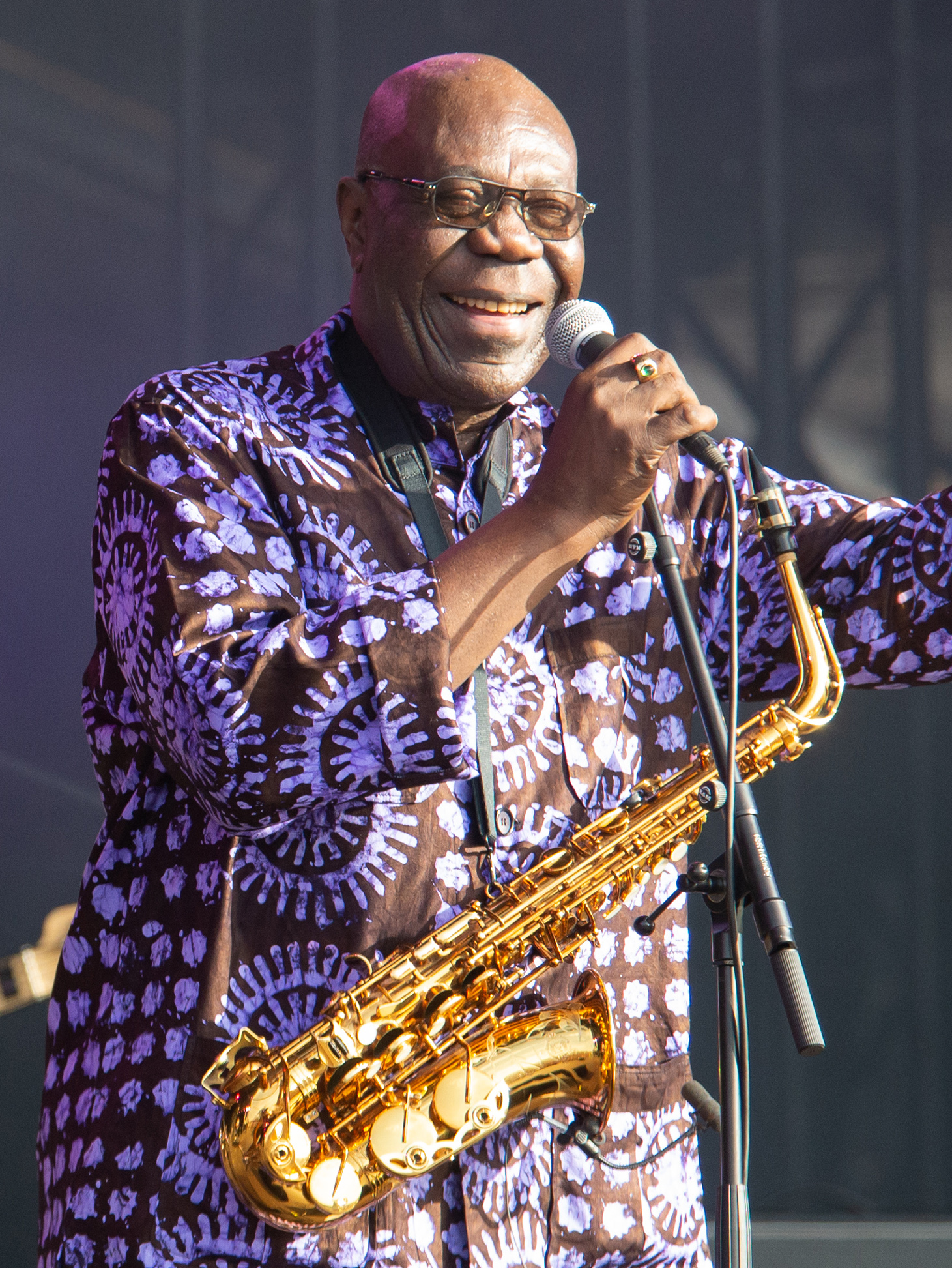
Manu Dibango

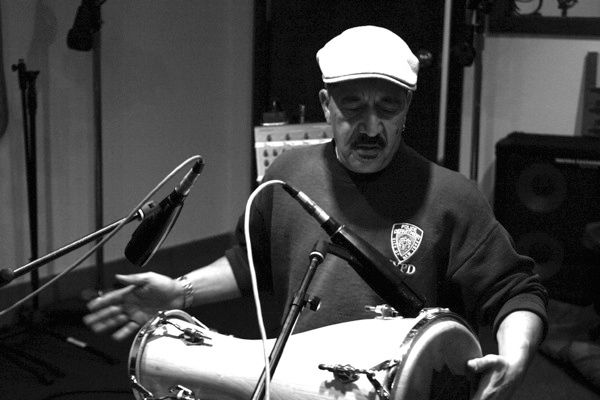
Milton Cardona

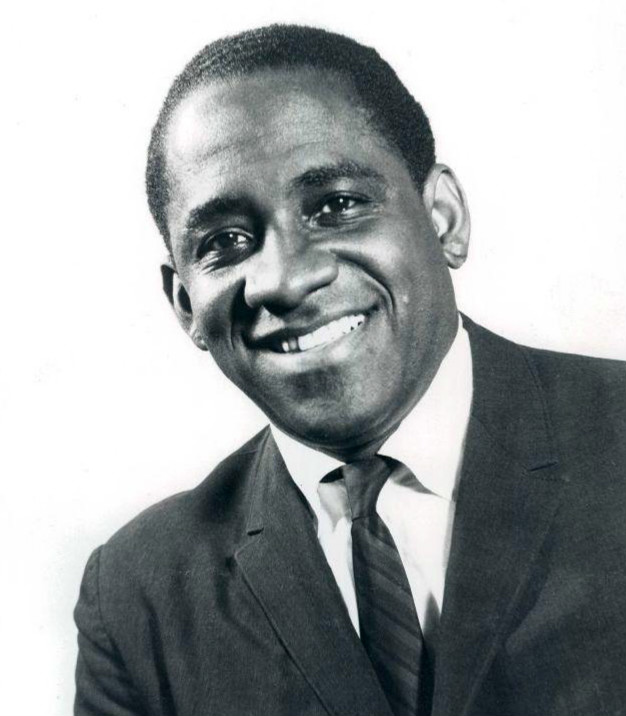
Mongo Santamaria

### Colaboraciones con Columbia Records

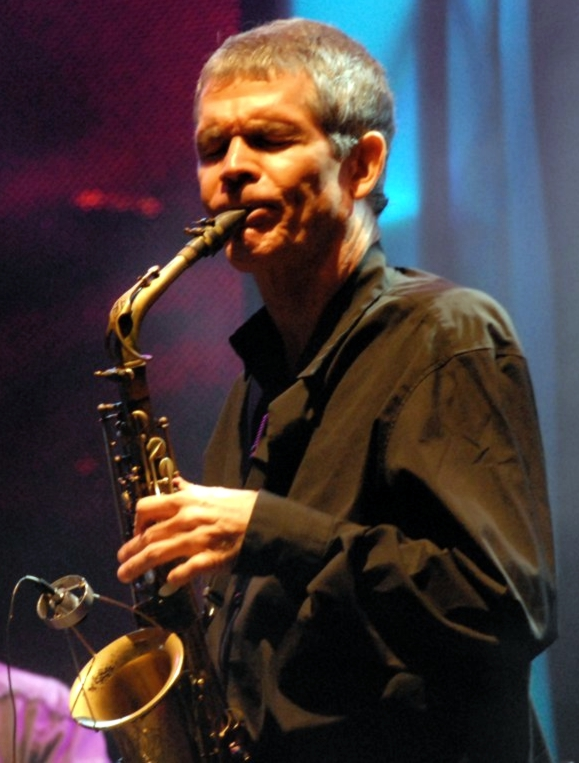
David Sanborn

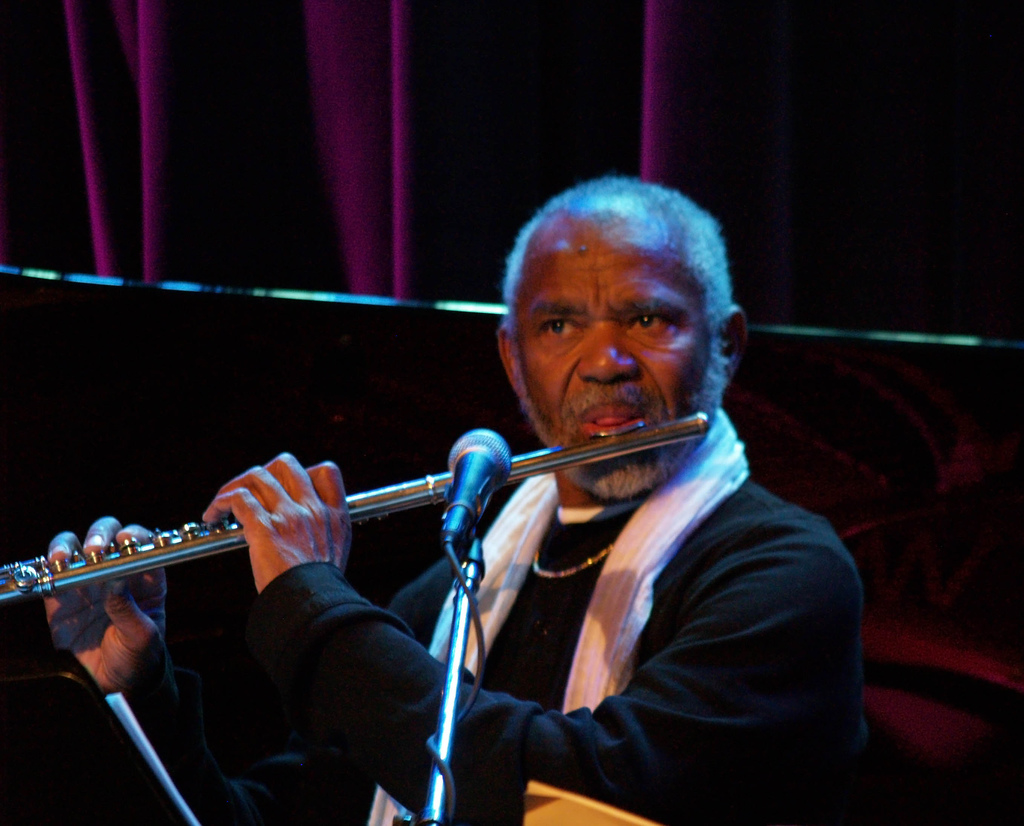
Hubert Laws

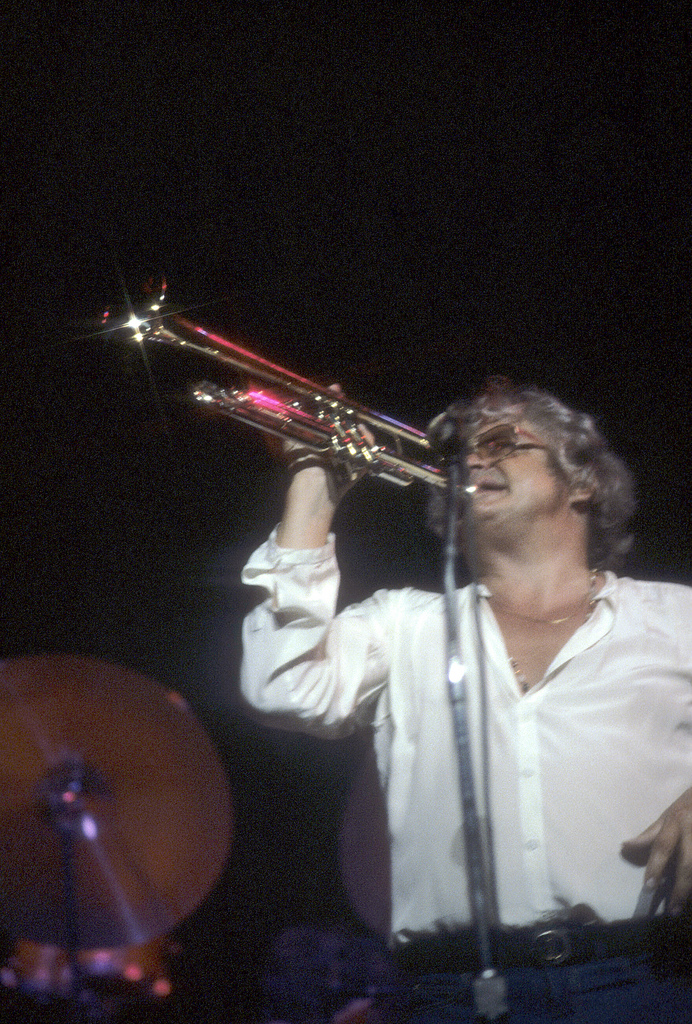
Maynard Ferguson

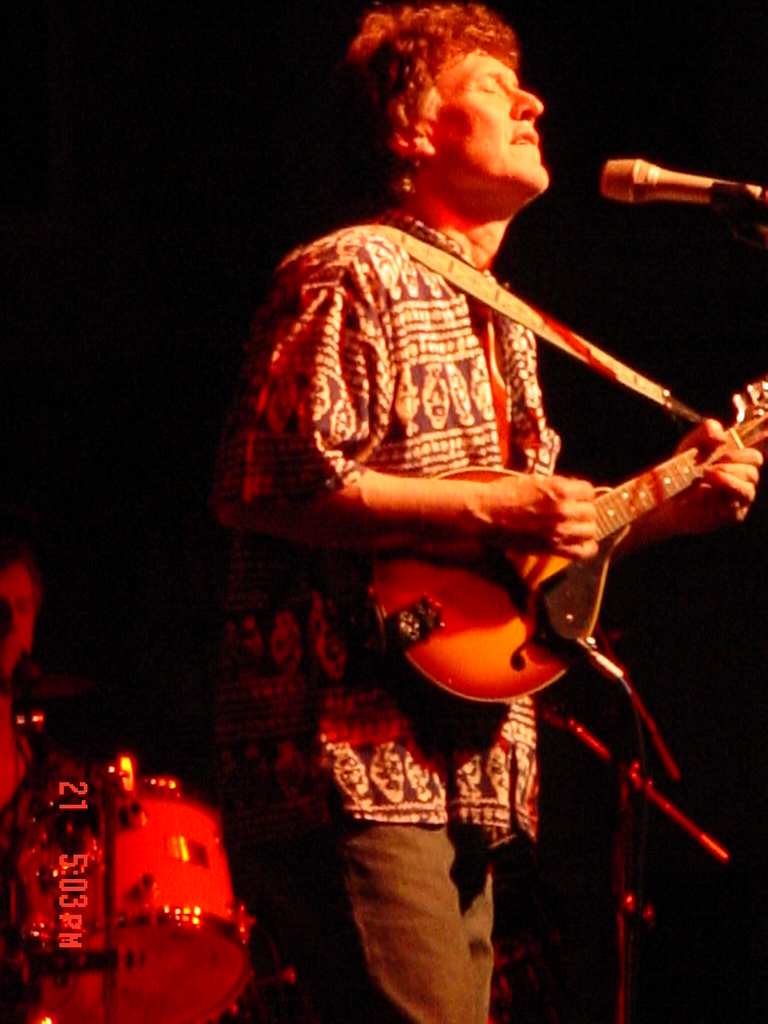
Steve Winwood

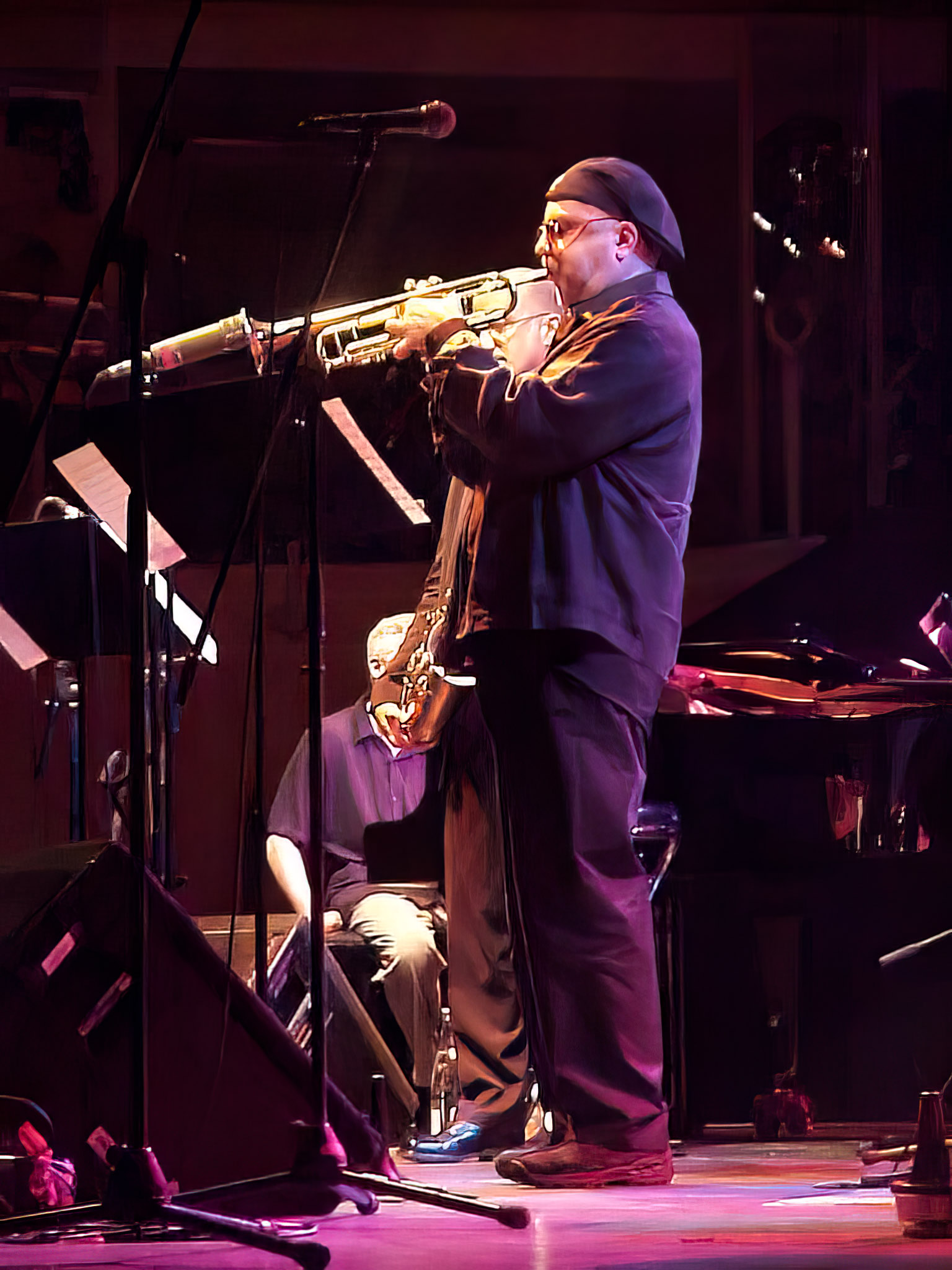
Randy Brecker